# 日産・キックス P15

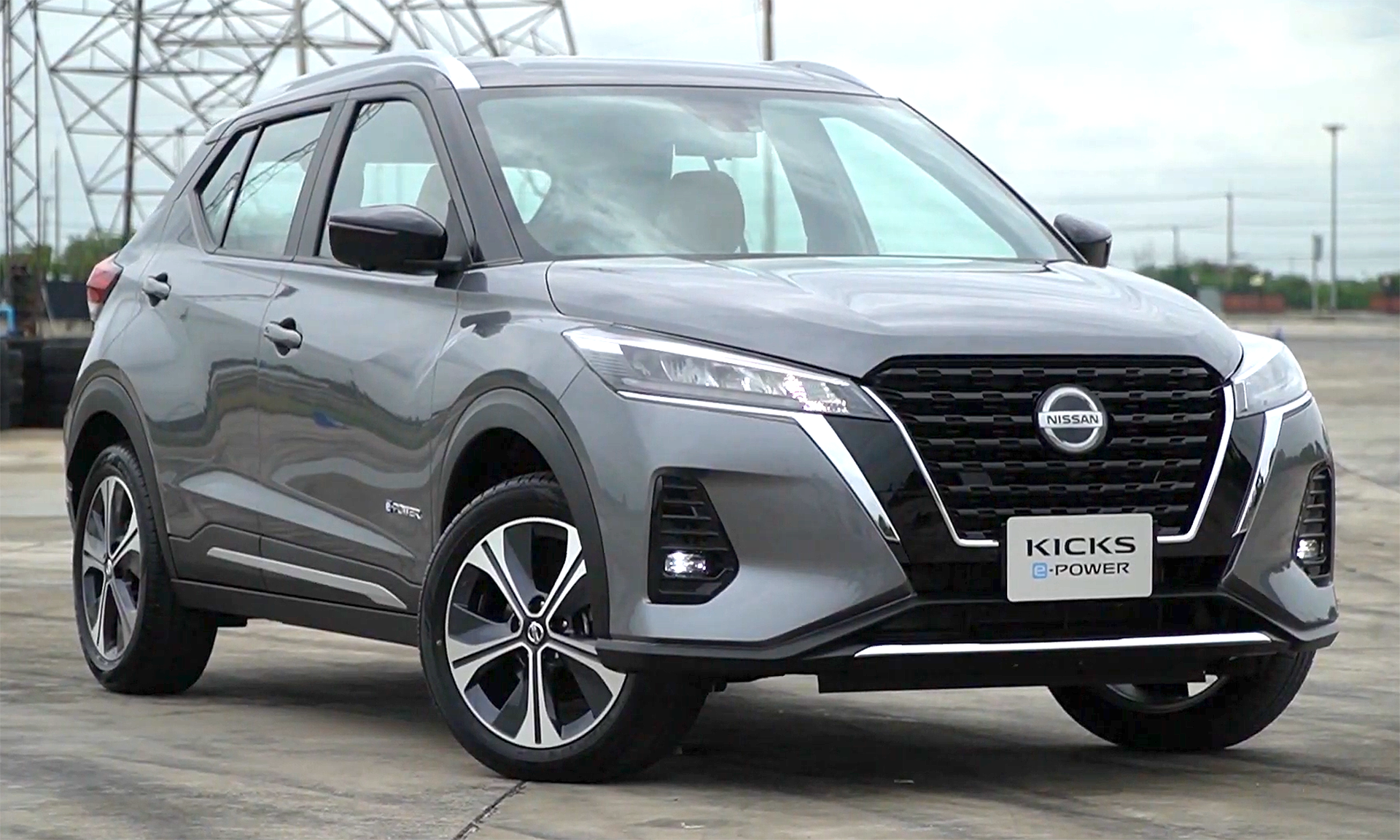
Nissan Kicks (P15)

キックス P15は、日産自動車が2016年から生産・販売しているクロスオーバーSUVである。北米市場では2024年12月にキックス プレイ（KICKS PLAY）へ改名され、同年に発売された次期モデルとともにしばらくの間併売される。
本記事では以下のように解説を分ける。
- #ICE搭載車 - 2016年から販売
- #e-POWER搭載車 - 2020年から販売、日本仕様含む
- #インド仕様車 - 2019年から2023年、D15型

## 概要
2016年に登場したキックス（KICKS）は、かつて日本で販売されたキックス（KIX）とは異なり自社製造でジュークとエクストレイルの中間のコンパクトクロスオーバーSUVとして海外で販売が開始された。特にエクステリアには、その自体における日産のデザインアイデンティティである「Vモーション」を核に、V字型グリルやブーメラン型ヘッドライト、フローティングルーフなどを積極的に採り入れることで、力強さとスポーティーさを高次元で両立させている。2021年モデルからは強調されたデザインである「ダブルVモーション」となり、よりSUVらしく堂々とした見た目になった。
デザインチームは日本の「日産グローバルデザインセンター（NGDC）」によって立ち上げられ、その後、アメリカの「日産デザインアメリカ（NDA）」とブラジルの「日産デザインアメリカリオ（NDA-R）」が合流し、3部門の共同作業によって進められた。まとまったデザインは2012年10月に開催されたサンパウロモーターショー2012にて、コンセプトモデル「エクストレム（EXTREM）」として発表された。

## 日本市場への導入
それまで販売されていたジュークが2019年9月に欧州でフルモデルチェンジしたにもかかわらず、日本ではそれを販売せずにラテンアメリカや東南アジアで販売されていたキックスが導入された。この理由としては、乗っていて楽しいし運転して楽しい乗り物は確かに同セグメント内で大事にされていたが、同時に積載性の要求が非常に高くなってきていたこともあり、日本では新型ジュークが積載性の面で少し受け入れられづらいのではないかと判断されたためである。居住性なども含めてファミリー層に対しては訴えかけにくいとも捉えられた結果、ブラジルなどでも高い好評を受けていたキックスが選定された。
併せて日本では、日産の得意なe-POWERを積んで開発する方針も固まった。とはいえ「SUVにe-POWERを載せるのは初めての経験」だった上に、タイでの生産環境を考える必要があった。そこでベンチマークとしてホンダ・ヴェゼルを中心に置いて考え、かつてのジュークと似通ったトヨタ・C-HRとも比較しながら開発を続けた。欧州はダウンサイジングターボのジューク、日本とアジアはe-POWERという棲み分けもしたことで、よりアジア中心の開発を進めていた。日本でICE搭載車を販売しないのは、「e-POWERを搭載して先進技術をアピールしたい」という思いがあり、もしそれを出すと後付けのように見られてしまうため、プロパイロットも標準装備することで商品としてぶれないようにする意図もある。
こうして日本向けについては、2020年5月28日に行われた事業構造改革計画の説明会にて、6月に発売予定であることを公表し、同年6月24日に公式発表された。

## ICE搭載車
2014年にコンセプトカーとして発表されたキックスは、2016年夏にブラジル全土で展示され、日産がリードスポンサーを務めた夏季オリンピックの宣伝となった。このクロスオーバーは2017年7月に中国で発売され、リヴィナ C-Gearの後継車としてラインアップに加わった。
それから2017年11月29日のロサンゼルスオートショーで北米デビューを果たし、2018年6月に発売される予定とした。北米市場ではサイズが小さく、やはり積載性が低かったジュークに取って代わり、この地域ではサブコンパクトハッチバックとしても間接的にヴァーサノートとも取って代わった。北米向けはメキシコから輸入される。同年12月には中東でも発売された。
キックスは、ハンズフリー通話とワイヤレスステレオオーディオストリーミング用のBluetoothを備えた標準のタッチスクリーンオーディオシステム、およびUSBポートとリアビューバックアップカメラディスプレイを備えている。上位モデルでは、アップグレードされたインフォテインメントシステム、Apple CarPlay、Android Autoスマートフォンの統合、フロントヘッドレストに小型スピーカーが取り付けられたBOSEプレミアムアンプオーディオシステムも提供される。
2024年8月、メキシコとカナダでは「キックス プレイ」として新モデルと並行して販売が続けられた 。こちらは、2025年初頭に米国にも登場する予定である。

### 年表

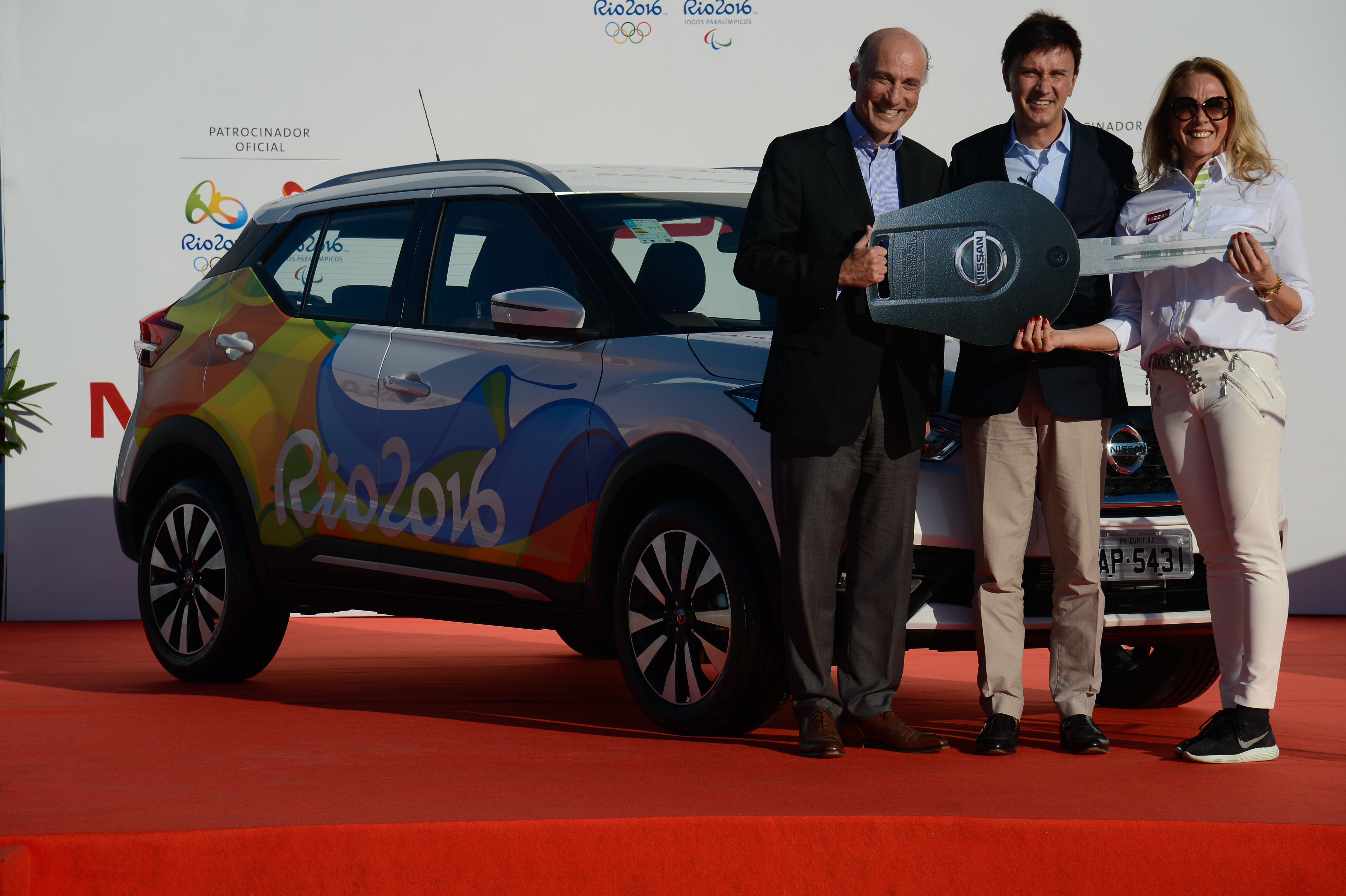
ブラジル日産のフランソワ・ドッサ社長からオリンピックの公式車両を受け取る、リオ2016委員会事務局長のシドニー・レヴィ

- 2014年10月28日 - サンパウロモーターショー2014にてエクストレムをより市販向けに近づけた「キックス・コンセプト（KICKS CONCEPT）」を発表[11][12]。
- 2015年2月13日 - 同日から18日にかけて、ブラジル・リオデジャネイロのサンバ・カーニバルにて、コンパクトSUVスタイルの新コンセプトモデル 「キックス・サンバ・コンセプト（Kicks Samba Concept ）」を披露[13]。
- 2016年
  - 1月4日 -「キックス」をブラジルのレゼンテ工場で生産することを発表[14]。
  - 5月2日 - リオデジャネイロにて市販仕様の「キックス」を発表[15]。
  - 5月3日 - リオデジャネイロオリンピック/リオデジャネイロパラリンピックの聖火リレーにて初披露されたと同時に、同オリンピックのオフィシャルカーとして採用されることも発表、なお販売予定を2016年8月と発表。
  - 8月5日 - ブラジル・リオデジャネイロで発売。16年度後半には他の南米諸国でも販売する。将来は世界80か国以上に投入する計画である。なお車格については、ジュークとエクストレイルの中間に位置する。
- 2017年
  - 4月19日 - 上海国際モーターショーにて中国初公開[16]。
  - 5月 - 中国市場での販売を開始（中国名：勁客）。
  - 11月29日 - ロサンゼルスオートショー2017にて米国市場に導入することを発表。ポジションについてはジュークの後継。2018年モデルのグレード体制は3種類で、「S」、「SV」、「SR」となっている。カラーについては5種類の2トーンを含む7通りを用意[17]。アメリカ国内での発売は2018年春と告知される。
- 2018年
  - 5月 - カナダでの販売を開始。
  - 6月 - アメリカでの販売が開始される。それに伴いジュークは北米市場から完全撤退。価格は廉価モデルの「S」で17,990ドル、最上級モデルの「SR」でも20,290ドル（2018年6月現在）と、アメリカ市場における日産製SUVのエントリーモデルという位置付けを担っている[18]。
  - 11月7日 - 台湾での発売が開始。中国仕様が導入され、価格は725,000台湾ドルから（CM公開は11月6日から）。
- 2019年
  - 1月22日 - インド仕様が発売される。詳細は下記を参照。
  - 2月28日 - サーフィンをテーマにしたコンセプトモデル「キックスサーフ・コンセプト」が登場。企画には数々の優勝経験を持つプロサーファー、アレホ・ムニーツとサンチャゴ・ムニーツが参加している。ボディーカラーはラテンアメリカを意識したブルーグリーンとイエローの2トーンで、サイドには波をイメージしたグラフィックがある。このブルーグリーンにはいくつかのトーンが含まれ、これは「表情を変える海」をイメージしたとのこと[19]。
- 2020年
  - 12月 - マイナーチェンジ[1]。e-POWER搭載車と見た目を統一した。センターアームレストや大型タッチスクリーン、USB-Cポートなどを追加した。また、一部のグレードで後輪側のブレーキを、ドラムブレーキからディスクブレーキに変更した。
- 2022年
  - 11月22日 - ブラジルで特別仕様車「Xplay」を発表した[20]。

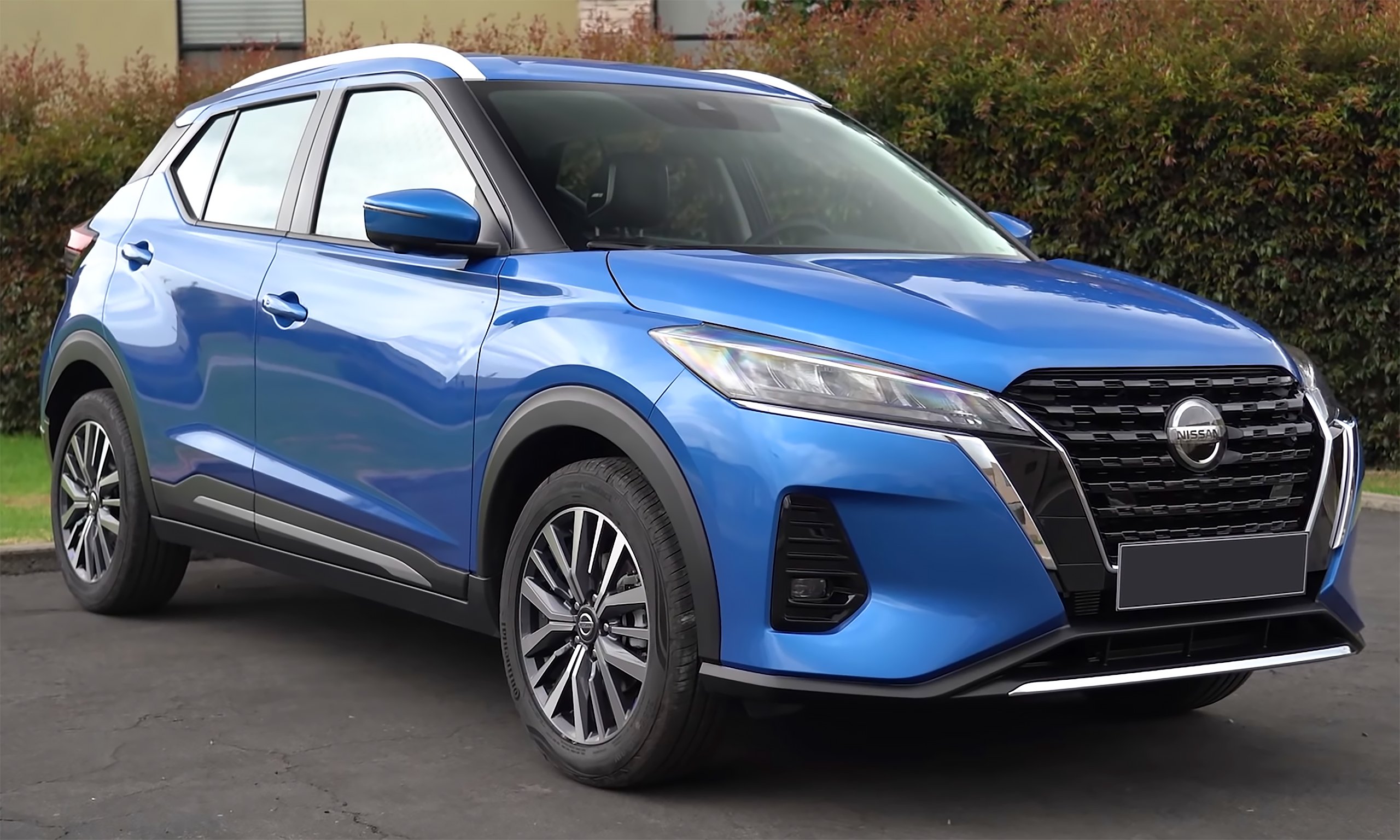
コロンビア仕様 2021年モデル（フロント）
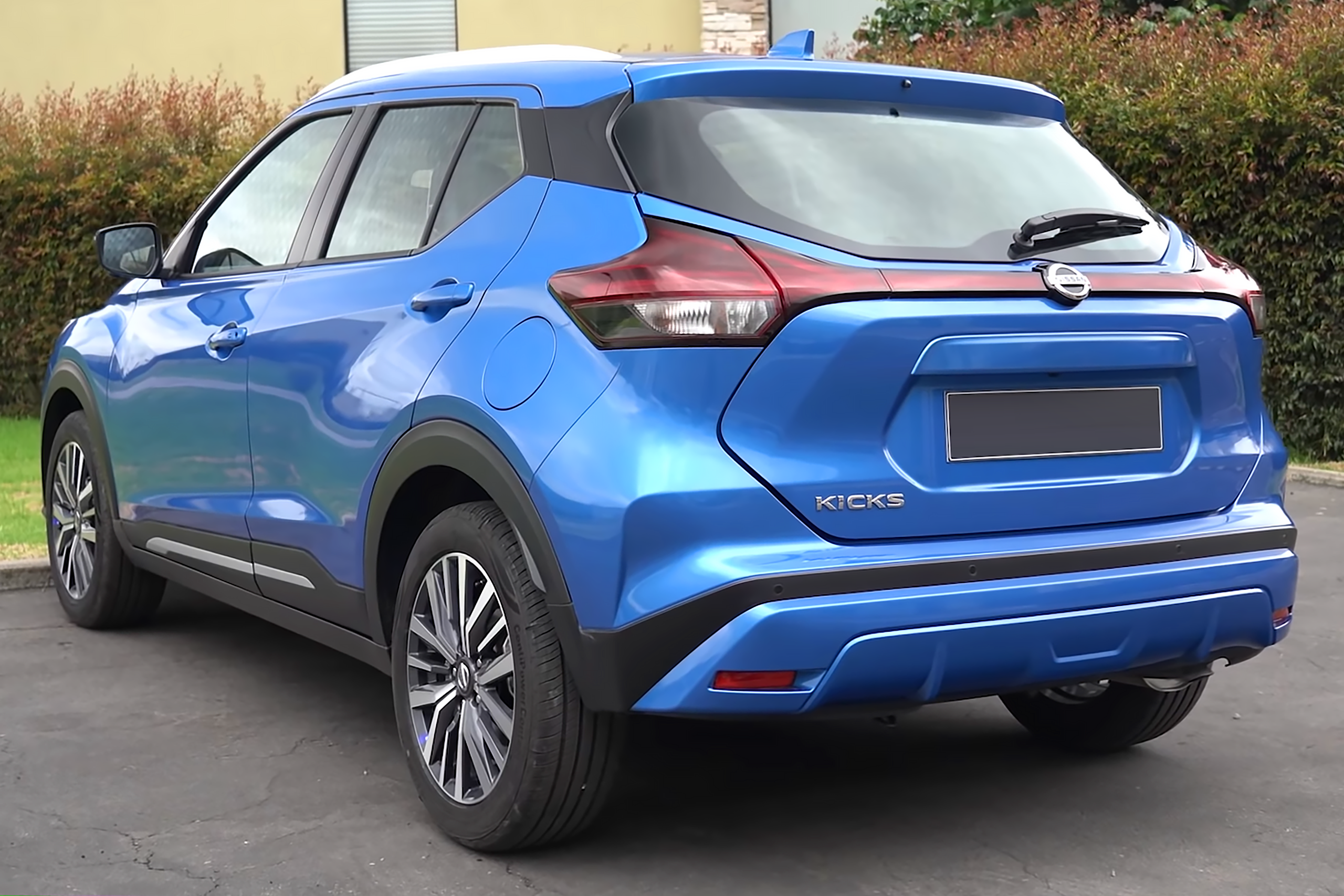
コロンビア仕様 2021年モデル（リア）

## e-POWER搭載車
ブラジル仕様に比べ車高が20mm高くなり、ホイールベースは10mm拡大される。なお、日本国内での「e-POWER」搭載車種はE12型ノート、C27型セレナに続き3車種目となるが、キックスは日本国内での日産車において初の「e-POWER」専用車種となる。
「e-POWER」は最大出力の向上により中高速域での力強さを高めたほか、それ専用の加減速システムである「e-POWERドライブ」が搭載されている。走行モードには「SMART」「NORMAL」「ECO」と3つのドライブモードがあり、「ECO」ないし「SMART」に設定しているときはe-POWERドライブが作動して、アクセルペダルの踏み戻しで車速の調整を可能にすることでブレーキペダルを踏む回数を減らすことができる。また、発動用エンジンの作動タイミングの制御の最適化によりエンジンの作動頻度を減らし、車体そのものの遮音性能を向上させることで静粛性を高めた。
外観は「ダブルVモーショングリル」や「フローティングルーフ」が、ヘッドランプにはLEDが採用された。ボディカラーはブリリアントホワイトパール3コートパール（特別塗装色）、ブリリアントシルバーメタリック、チタニウムカーキパールメタリック（特別塗装色）、ラディアントレッドパール、ナイトベールパープルチタンパール、ダークブルーパールメタリック、プレミアムホライズンオレンジパールメタリック（特別塗装色）、ピュアブラックパールメタリック、サンライトイエローパール（特別塗装色）の9色が設定されるほか、ピュアブラックパールメタリックと組み合わせた2トーン（特別塗装色）も設定され、ブリリアントホワイトパール3コートパール、ラディアントレッドパール、プレミアムホライズンオレンジパールメタリックの3色に、2トーン専用設定のダークメタルグレーメタリックを加えた4色が設定される。
安全面では運転支援技術「プロパイロット」や「SOSコール」が全車に標準装備されるほか、「インテリジェント エマージェンシーブレーキ」や「踏み間違い衝突防止アシスト」も標準装備される。プロパイロットはステアリングホイール右側のスイッチで起動し、5 km/hきざみで設定が可能な前走車との追従における操舵アシストが機能する。車体後方の映像をディスプレイに表示する電子ミラー、インテリジェントルームミラーはパナソニック製でフレームレス構造を採用した。
グレード体系は「X」と「X ツートーンインテリアエディション」の2グレードが設定される。「X」はインストやドアトリムクロスがブラックで、シート地は合皮/織物コンビシートを採用。「X ツートーンインテリアエディション」はインストやドアトリムクロスをオレンジタンに、シート地を合皮にそれぞれ変更されるほか、「X」ではセットオプションとなる前席ヒーター付シート、ステアリングヒーター、寒冷地仕様の3点が標準装備される。
WLTCモードによる排出ガス及び燃料消費率（燃料消費率はJC08モードも併記）に対応しており、日本国内における日産車で初となる「平成30年排出ガス基準75%低減レベル（☆☆☆☆☆）」認定を取得し、「2020年度燃費基準+50%」を達成する。

### 2022年度マイナーチェンジ
e-POWERがE13型ノートや派生車種のノート オーラと同じ第2世代へ移行し、低速走行時のエンジン始動頻度を低減。e-Pedal Stepの操作性が改善されるとともに、SPORTやECOモード設定時でもBレンジへの切替が可能となった。燃費性能が改善されたことで、「2030年度燃費基準90%達成車」に向上された。なお、第2世代e-POWERへの移行に伴い、車両型式がRP15型に変更された。さらに、キックスで初となる四輪駆動モデルを「e-POWER 4WD」として設定。フロントだけでなくリアにもモーターを搭載した完全電動四輪駆動で、前後のトルク配分を自在にコントロールすることで高いコーナリング性能を発揮し、高速道路での追い越しの際にアクセルペダルを強く踏み込んだ場合になめらかな車線変更と力強い加速を実現させ、減速時にはアクセルオフと同時にリアモーターで回生を行うことで車体の前のめりを抑えてなめらかに減速し、滑りやすい路面では右左折時でもスムーズに発進し、深雪時でも緻密なトルクコントロールにより過剰なタイヤの空転を抑えて走行。制動距離が2WD車に比べて短く、安定して停車が可能である。
安全装備が強化され、車両前方に搭載されたミリ波レーダーにより2台前を走る車両の車間や相対速度をモニタリングし、減速が必要と判断されたときにはディスプレイ表示とブザーでドライバーに注意喚起することでブレーキの踏み遅れによる玉突き事故回避を支援する「インテリジェント FCW（前方衝突予測警報）」をコンパクトSUVで初めて採用され、全車に標準装備された。
センターコンソールやシフトレバーのデザインが一新され、「X ツートーンインテリアエディション」は現行のオレンジタンに加えて、ベージュを追加。新グレードとして、グリルとフロントバンパーロアのフィニッシャーをダーククローム調に、内装をブラウンにそれぞれ変えるとともに、バックドアフィニッシャー（LEDリヤコンビネーションランプ一体型デザイン）を追加し、インテリジェント アラウンドビューモニター（移動物 検知機能付）やインテリジェント ルームミラーを標準装備した「X スタイルエディション」を追加した（4WD車は「X FOUR」・「X FOUR ツートーンインテリアエディション」・「X FOUR スタイルエディション」となる）。

### AUTECH
日本仕様には専用に、カスタムカーの「AUTECH」がラインアップに並ぶ。これは基本的なグレードである「X」に、外観はダーククロームのグリルフィニッシャー、ドットパターンとしたフォグランプフィニッシャー、メタル調フィニッシュのプロテクター（フロント・サイドシル・リア）、AUTECH専用エンブレム（フロント・リア）で構成された専用エクステリアをはじめ、フロントバンパーに青く光るシグネチャーLEDが採用されたほか、サイドターンランプ付電動格納式リモコンカラードドアミラーはメタル調フィニッシュに、17インチアルミホイールはガンメタリック塗装にそれぞれ変更された。内装では、シート地やドアトリムにレザレットを採用し、シートとステアリングはブルーステッチ付のブルー/ブラックコンビ（シートには海面の波の動きをモチーフとした模様と「AUTECH」刺繍も施される）、ドアトリムはブルーにそれぞれ変え、インストパッド・シフトノブベース・センターコンソール（アームレスト、コンソールボックス付）にはブルーステッチが、シフトノブベースフィニッシャーにAUTECHエンブレムがそれぞれ施された。
そのほか、ベースグレードではセットオプション設定となるインテリジェント アラウンドビューモニター、インテリジェント ルームミラー、前席ヒーター付シート、ステアリングヒーター、寒冷地仕様が標準装備される。
ボディカラーはモノトーンはブリリアントホワイトパール3コートパール（特別塗装色）とピュアブラックパールメタリックの2色。ピュアブラックパールメタリックと組み合わせた2トーン（特別塗装色）にはブリリアントホワイトパール3コートパールに加え、「AUTECH」専用となるダークブルーパールメタリックの2色が設定される。
2022年のマイナーチェンジではベース車同様の改良を行うとともに、「X スタイルエディション」と同じバックドアフィニッシャー（LEDリアコンビネーションランプ一体型デザイン）を追加。「X FOUR」をベースとした4WDモデルが追加された。

### 年表
- 2020年
  - 5月15日 - タイにて電動パワートレイン「e-POWER」を搭載し、フェイスリフトしたモデルの販売が開始された。HR12DE1.2Lの3シリンダーのガソリンエンジンと、EM57電気モーターを組み合わせた前輪駆動となっている。尚、このモデルはタイにおいて現地生産される[25]。
  - 6月5日 - 日本公式サイトで先行公開サイトが設けられる。
  - 6月24日 - 日本仕様が公式発表された（6月30日発売）[26]。日本にはタイ仕様が導入される。
    - なお、販売開始のタイミングでジュークの日本での販売が終了（生産は2019年12月で終了）となり、北米に続いて日本でもジュークの後継車種としての位置づけを担うこととなった（詳細は先述のとおり）。

  - 7月7日 - 横浜ゴムによる新車装着タイヤの提供を発表[27]。BluEarth E70（205/55R17 91V）を装着する。
  - 7月9日 - シンガポールにてe-POWER搭載車の販売が開始された[28]。
  - 10月1日 - 日本仕様が3代目ルークスと共に2020年度グッドデザイン賞を受賞したことが発表された[29]。
- 2021年
  - 1月15日 - 日本仕様にオーテックジャパン（現・日産モータースポーツ&カスタマイズ）によるカスタムカー「AUTECH」の追加設定が発表された（3月3日発売）[30]。「AUTECH」では7車種目の設定となり、SUVではエクストレイルに次いでの設定となる。
  - 4月 - 日本仕様車を仕様変更。「2030年度燃費基準85%達成車」となった[24]。
  - 11月2日 - 日本仕様車に特別仕様車「コロンビアエディション」が発売された[31]。500台の限定販売となる。
    - 総合アウトドアメーカーのコロンビアスポーツウェアジャパンとの共同企画により設定された。「X」をベースに、フロントに装着されるブルーのグリルステッカー、サイドとリアに装着される「Columbia」のロゴステッカー、ブラックのプロテクター（フロントアンダー/サイドシル/リアアンダー）、インピスタ社製のCORDURA Fablic（305デニール）を使用し、生地に防水加工を施したフロントシートエプロン（運転席・助手席）、シートバックポケット（運転席・助手席）、ラゲッジシート、通常はディーラーオプションとして用意されているフロアカーペット（エクセレント、消臭機能付/ブラック）とRadi-Cool製サンシェード（車外取付タイプ）で構成された「コロンビアパッケージ」が特別装備される[注釈 1]。
    - ボディカラーはダークブルーパールメタリックとチタニウムカーキパールメタリック（特別塗装色）の2色を設定。
- 2022年
  - 7月19日 - 日本仕様車をマイナーチェンジ[32]。
  - 10月22日 - メキシコ日産がe-POWER仕様をメキシコで発売[33]。
- 2023年
  - 1月10日 - 今後の部品供給リスクが更に見込まれること、並びにすでに注文を受けているユーザーへの確実な納車を優先させるため、この日から日本仕様車が一時オーダーストップ（受注停止）された[34]。
  - 4月10日 - 日本仕様車において、世界的な原材料費や物流費などの高騰を鑑み、カタロググレードは全グレード一律20.02万円、「AUTECH」は一律22.22万円（いずれも10%の消費税込）値上げする価格改定を実施の上、3ヶ月ぶりに注文受付が再開された[35]。
- 2024年
  - 5月16日 - 日本仕様車の仕様向上及び90周年記念車「90th Anniversary」が発表された（6月20日発売）[36]。
    - 「インテリジェント アラウンドビューモニター（移動物 検知機能付）」が全車標準装備され、「X スタイルエディション」で採用されていたリアコンビランプ一体型バックドアフィニッシャーを全車に拡大採用。ステアリングの素材にスムースレザーが採用された。なお、ボディカラーはナイトベールパープルチタンパールを廃止。また、2022年7月にフルモデルチェンジを実施したT33型エクストレイルと同様、フロントとリアのエンブレム、ステアリングとアルミホイールの中央のCIが2020年7月からの現行CIに変更され、同時にインテリジェントキーのデザインもT33型エクストレイル・C28型セレナ等と同様なデザインに刷新した。また、「X スタイルエディション」を廃止し、従来同グレード専用の内装色だったブラウン内装は「X  ツートーンインテリアエディション」に編入され、3色の内装色から選択可能となった。
    - 「90th Anniversary」は「X」/「X FOUR」をベースに、外観はドアミラーをカッパーストライプ付のブラック、アルミホイールをガンメタリック、ルーフレールをカッパーにそれぞれ変え、グリルにカッパーのフィニッシャーを追加。内装はダブルステッチと「90th Anniversary」タグが施された合成/織物コンビシートの専用シートが採用されるとともに、ベースグレードではメーカーセットオプション設定となるステアリングヒーター、前席ヒーター付シート、寒冷地仕様の3点と同じくメーカーオプション設定となるインテリジェント ルームミラーが特別装備された。ボディカラーはモノトーン5色、2トーン3色の全8色が設定される。
    - 日産モータースポーツ&カスタマイズ扱いの「AUTECH」も仕様向上され、ステアリングにスムースレザーが採用されたほか、ボディカラーにラディアントレッドパールメタリック/ピュアブラックパールメタリック 2トーン（特別塗装色）が追加され、5色となった。

日本仕様 X ツートーンインテリアエディション
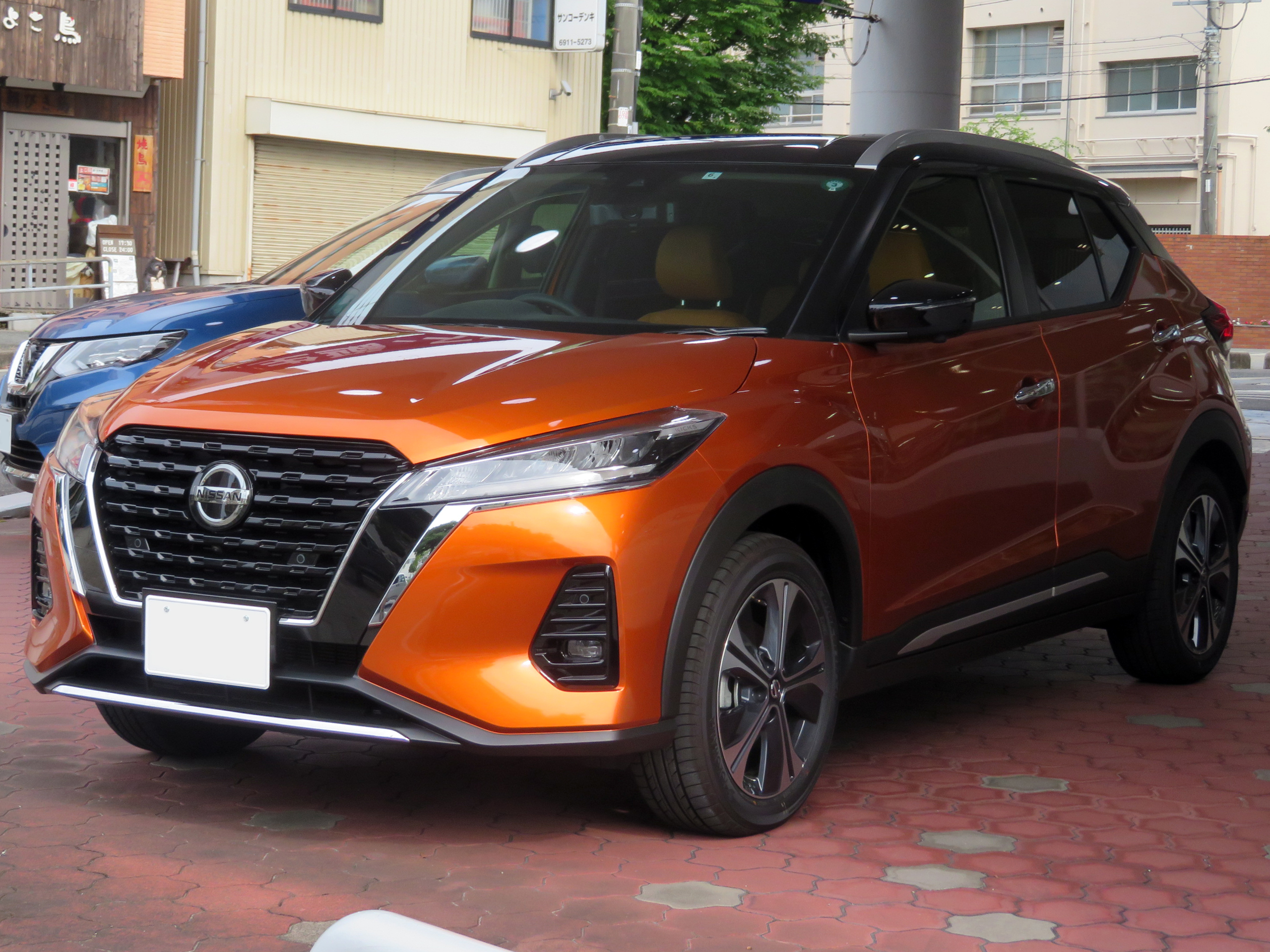
2020年6月発売型 フロント
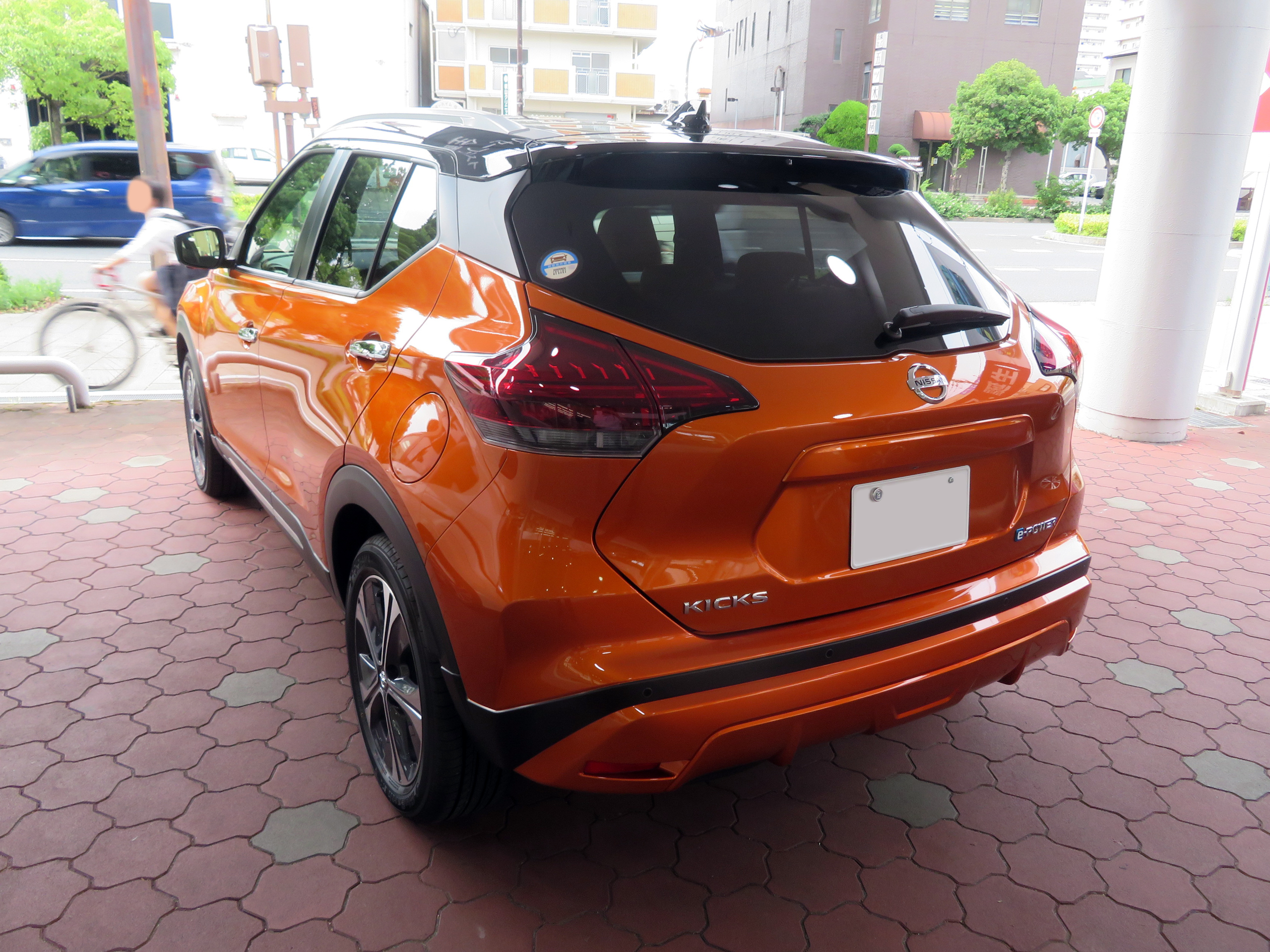
2020年6月発売型 リア
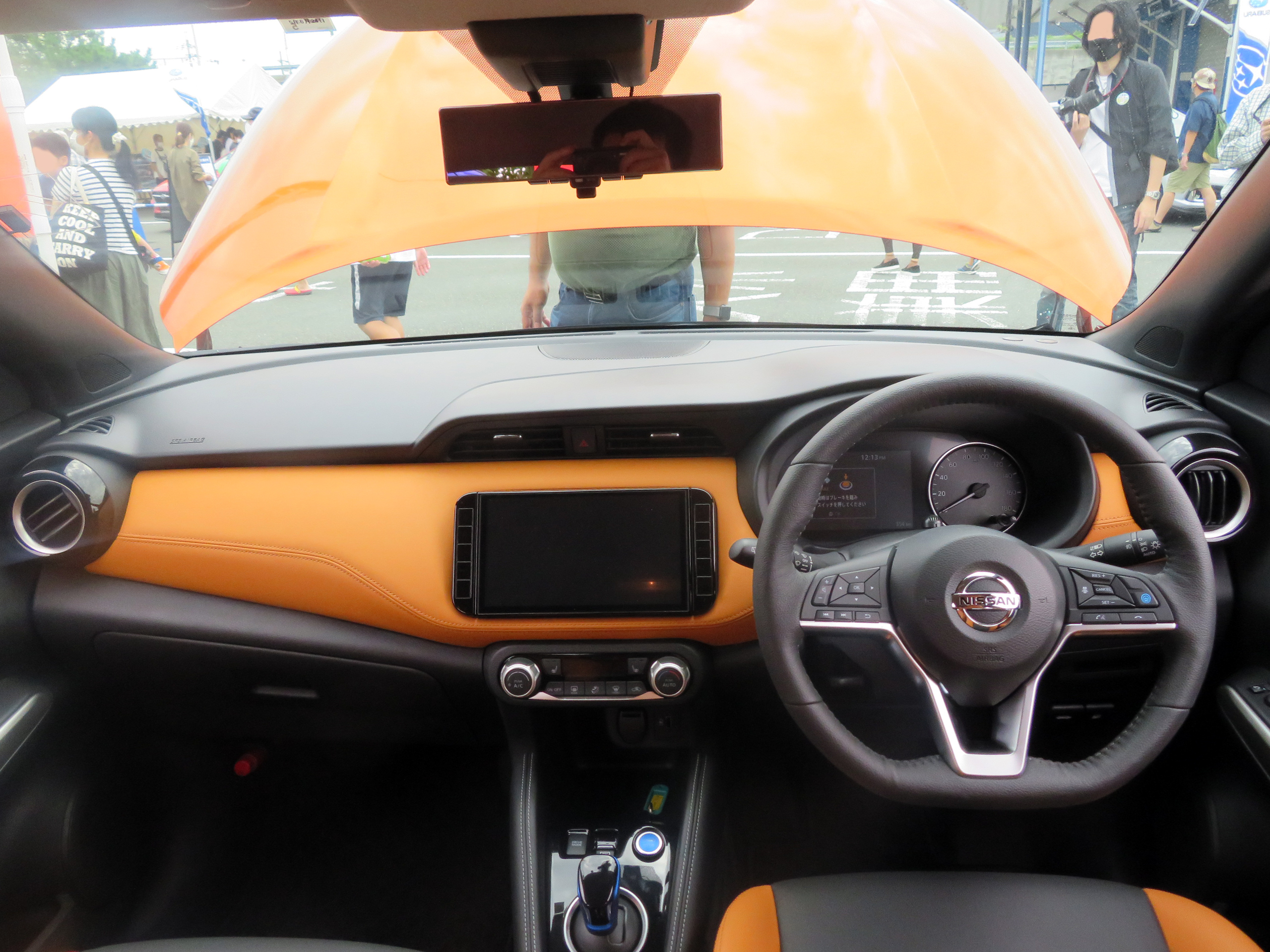
2020年6月発売型 インテリア

AUTECH
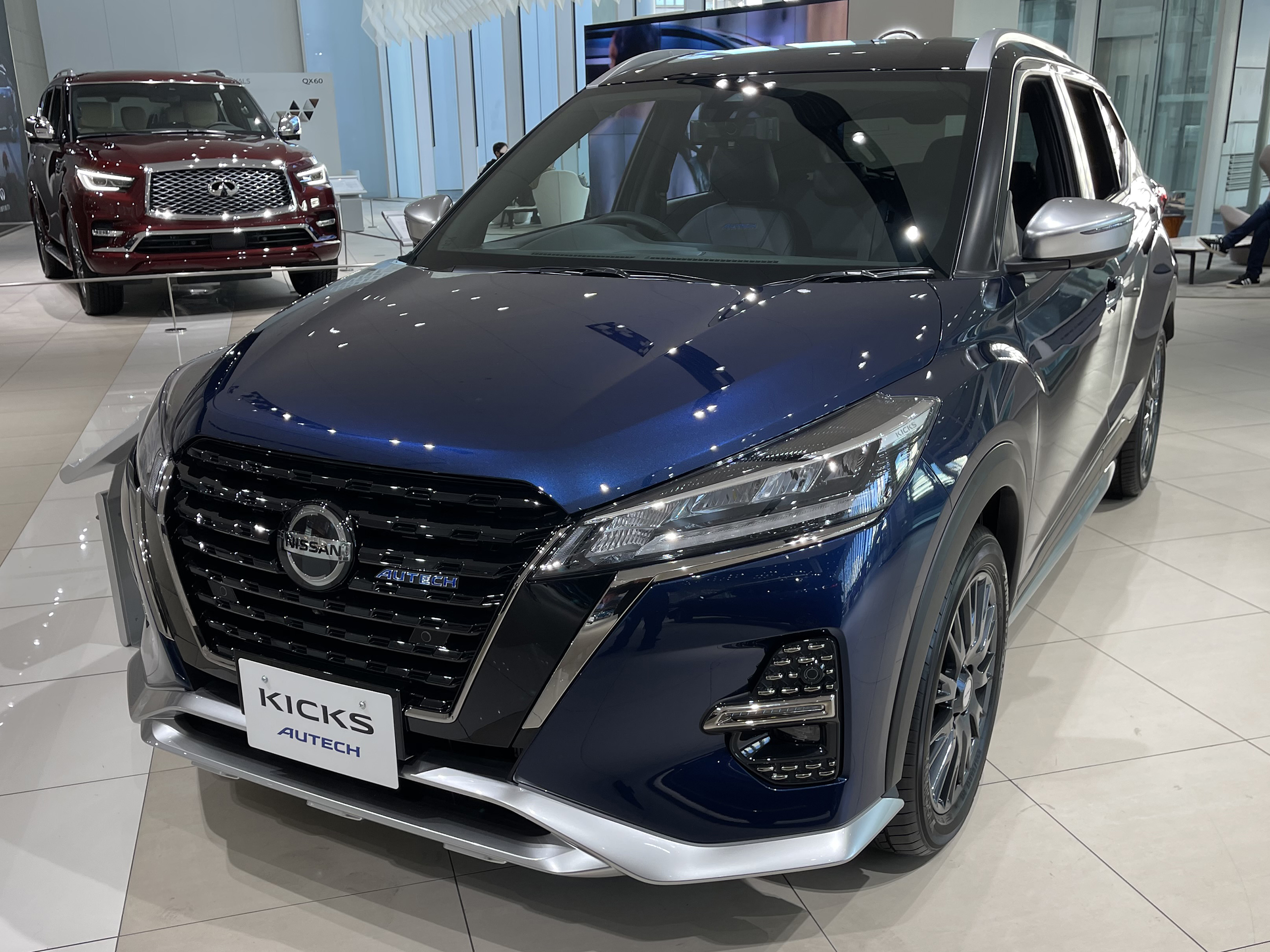
2021年3月発売型 フロント
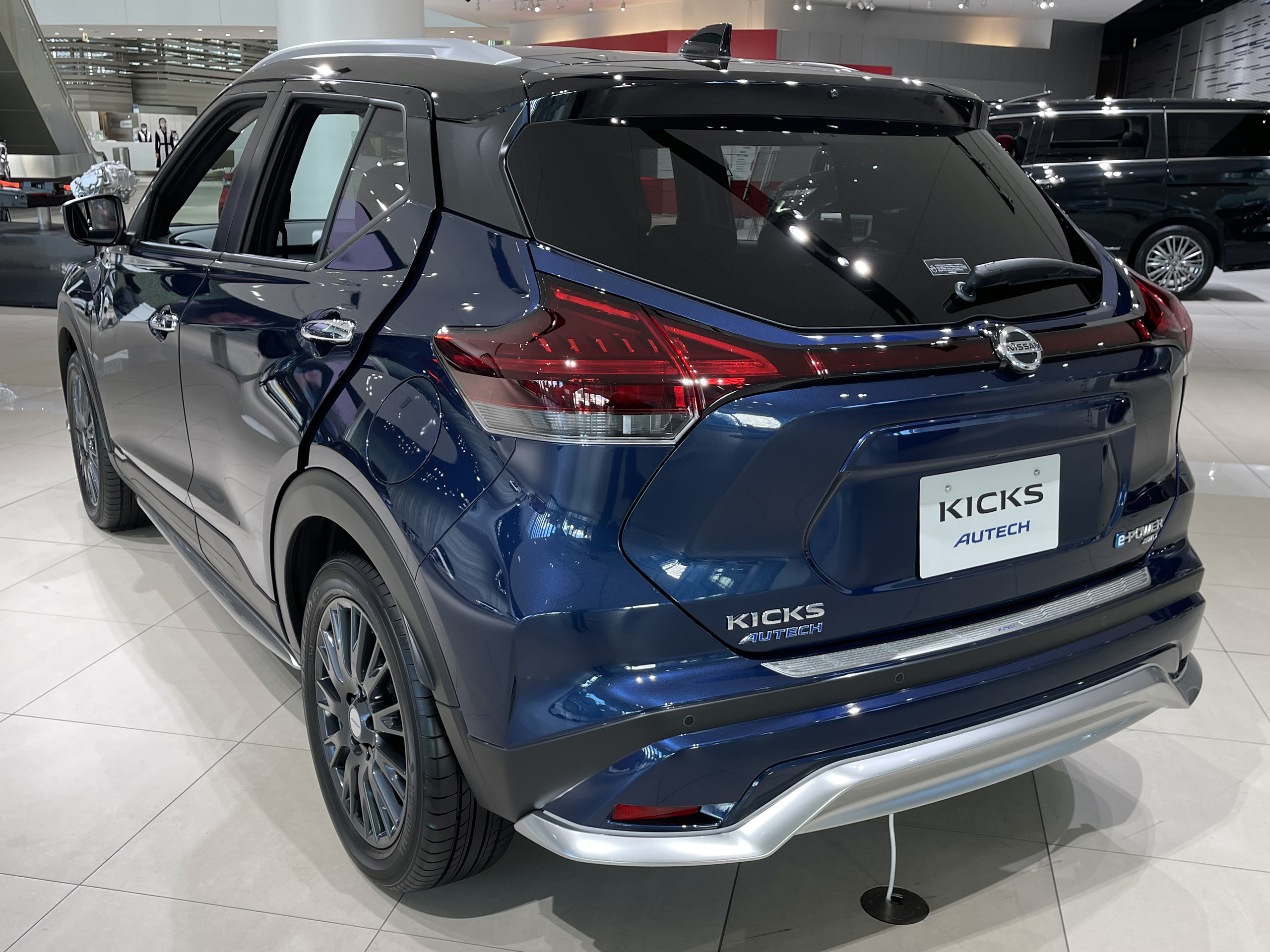
2021年3月発売型 リア
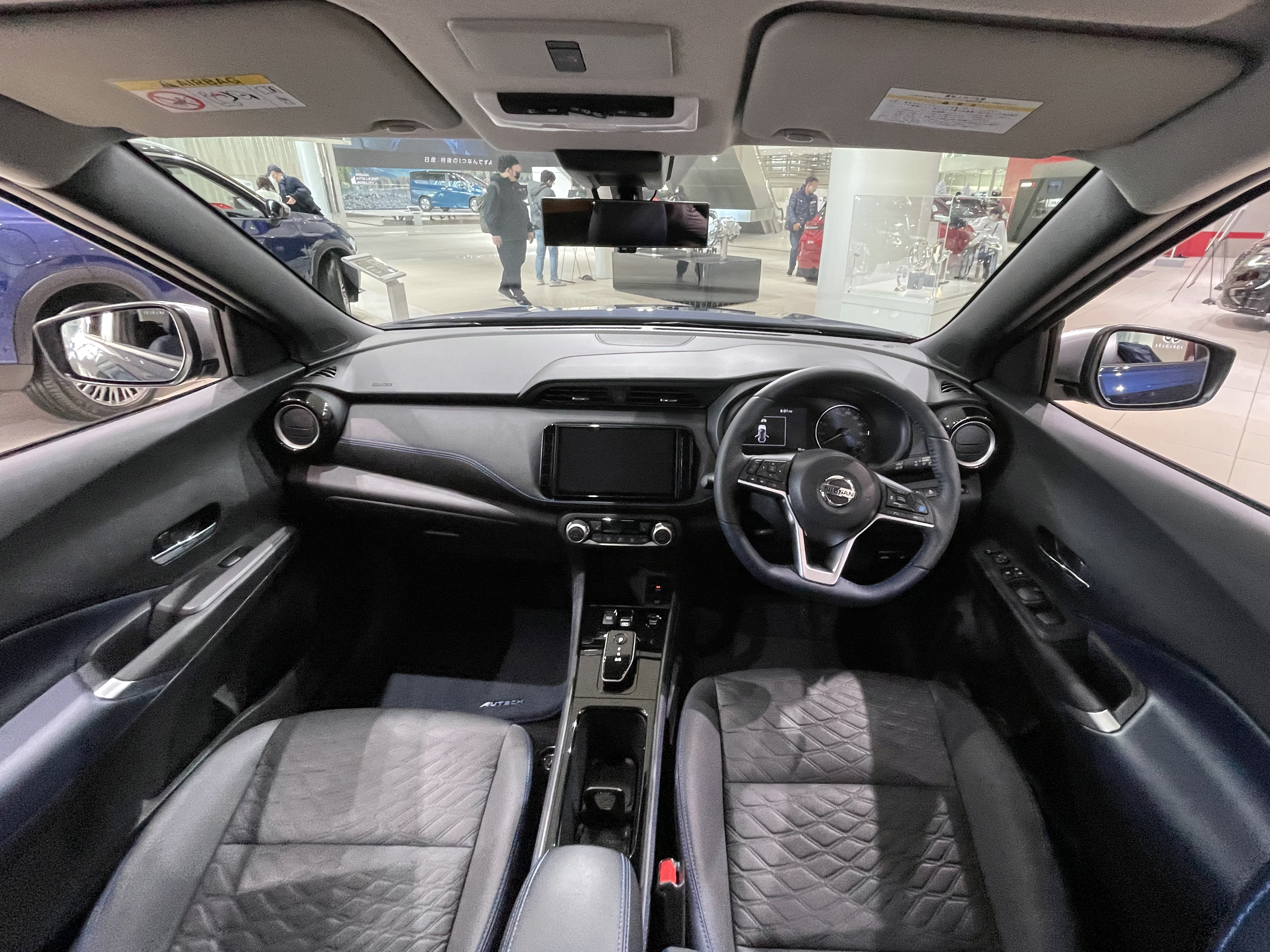
2021年3月発売型 インテリア

## 安全性
2018年8月1日、メキシコの自動車雑誌「Autología」は、キックスのファンエディション仕様でムーステストを実施した。このテスト車両には横滑り防止装置（ESP）がなかったため、キックスは65 km/hでテストを実行しているときに横転しそうになった。ESPを搭載したハイスペックモデルもテストされ、4本のタイヤを同じ速度で地面につけ続けることができたものの、ドライバーは車が道路に戻ることができるとは感じられず、テストは失敗となった。
| 良 | 不可 |

| 良 | 不可 |

| 良 | 不可 |

| 機関       | 国         | 試験年 | 評価                                                                                               | 備考                    |
| ---------- | ---------- | ------ | -------------------------------------------------------------------------------------------------- | ----------------------- |
| Latin NCAP | ウルグアイ | 2017年 | - 大人用乗員保護 ★★★★ - 子供用乗員保護 ★★★★                                                        | 最高評価は★★★★★である。 |
| C-NCAP     | 中国       | 2017年 | ★★★★★                                                                                              | 最高評価                |
| ASEAN NCAP | 東南アジア | 2020年 | ★★★★★ (86.93) - 大人用乗員保護 34.06/36.00 - 子供用乗員保護 40.70/49.00 - 安全アシスト 13.57/18.00 | 最高評価                |

## インド仕様車 D15型（2019年-2023年）
日産のインド子会社である日産モーター・インディアが2019年1月22日に発表・同日発売された。ダチア・ダスターのOEMであるテラノの後継にあたり、価格は995,000ルピー（約150万円）から。先に販売されたP15型に似たスタイリングだが、P15型よりも大型化されており部品や板金をほとんど共有していない。しかしプラットフォームは日産のBプラットフォームをベースに開発されたダチアのプラットフォームを使用、これにより製造コストを削減している。
D15型は当初、ルノー・キャプチャーにも搭載されたH4K自然吸気ガソリンエンジンとK9Kディーゼルエンジンを搭載し、どちらも6速マニュアルトランスミッションと組み合わされていた。2020年5月、日産はバーラトステージ6排出ガス基準の実施により、ディーゼルエンジンを廃止した。その代わりに、HR13DDTガソリンターボチャージャー付きエンジンがラインアップに入った。ターボエンジンの定格は156 hp (158 PS; 116 kW)と254 N⋅m (187 lb⋅ft; 26 kg⋅m)で、日産はこのセグメントで最も強力であるとアピールした。また、変速機にはエクストロニックCVTも初めて設定された。
本車種は、2019 クリケット・ワールドカップの公式車に選ばれた。
日産は2023年、販売不振を理由に市場での販売を終了すると発表し、インドでの生産を終了を明らかにした。キックス自体もバーラトステージ6・フェーズ2排出ガス規制に準拠していなかった。

## 評価
e-POWER搭載車についてはフリーランスの評論家、遠藤正賢がモーターファンの記事で内外装の品質を褒めている。しかし荷室は広くても、前席はフィット感は良い割にサイズが小さく、後席はホールド性・フィット感とも不充分と述べ、足元のスペースも狭いことからあまり快適でないようだった。乗り心地はいまひとつで、舗装路では「ほぼ無音、タイヤノイズも極めて少ないため、刺激がなさすぎて眠気を催してしまうほど」といった一方で、荒れた路面に入れば「タイヤノイズとフロアの振動が盛大になり、凹凸ではこれにリヤからの突き上げも加わるため、否が応でも目を覚まさざるを得なくなる」といったギャップを指摘した。また、実燃費も併せて計測しており、一般道ならば26.6 km/LでほぼWLTC市街地モード燃費である26.8 km/Lに近い数値をマークしたが、高速道路に入れば燃費は20.0 km/Lと、WLTC高速道路モードの20.8 km/Lより若干低くなり、新東名の制限速度120 km/h区間で計測すると燃費は15.2 km/Lと大幅低下、高速域を苦手とするe-POWERの特性が数値からも浮き彫りとなった。まとめとして、都心部の街乗りでこそ長所が多いものの、高速道路を長距離長時間走り続けるのには全く適していないと述べている。
これとは対称的に、Autocar Indiaの編集者であるオムカー・シェンジが同誌の記事で、インド仕様車を非常に褒めていた。インド仕様車は「悪路でも自信を持って走り、高速走行でも安定感がある」と評価しており、マイルドな特性にもかかわらずルノー・キャプチャーよりも鋭くスピードを上げるのを特徴として挙げ、日常の運転でパワー不足を感じることはないと述べた。

## 販売
日本でキックスが発売されたのはコロナ禍の最中だったとはいえ、最初は納期が遅れていたものの、2020年11月から増産体勢に入り、ほぼ年内に納車できるように整えた。
なお、日産は社内での目標は設定しているものの、正確な月販目標台数を公表していない。
| 年   | 日本   | ブラジル | アルゼンチン | コロンビア | メキシコ | 中国   | 台湾   | 米国   | カナダ | タイ  | インドネシア | UAE   | インド (D15) |
| ---- | ------ | -------- | ------------ | ---------- | -------- | ------ | ------ | ------ | ------ | ----- | ------------ | ----- | ------------ |
| 2016 |        | 10,712   |              |            | 5,264    |        |        |        |        |       |              |       |              |
| 2017 |        | 33,464   | 1,582        | 2,568      | 22,438   | 44,142 |        |        |        |       |              | 2,411 |              |
| 2018 |        | 46,812   | 6,533        | 4,021      | 21,801   | 35,864 | 6,554  | 23,312 | 352    |       |              | 3,824 |              |
| 2019 |        | 56,062   | 4,575        | 3,510      | 17,837   | 47,785 | 16,882 | 58,193 | 4,290  |       |              | 3,491 | 4,776        |
| 2020 | 18,326 | 36,444   | 4,938        | 2,091      | 10,792   | 26,373 | 15,739 | 58,858 | 3,858  | 1,351 | 153          | 2,095 | 1,817        |
| 2021 | 35,044 | 36,527   | 5,525        | 3,864      | 13,988   | 18,813 | 12,762 | 82,960 | 4,618  | 1,368 | 592          |       | 1,860        |
| 2022 | 18,697 | 38,942   | 4,502        | 1,658      | 16,265   | 10,501 | 12,676 | 54,879 | 1,536  | 4,909 | 467          |       | 1,438        |
| 2023 | 15,778 | 50,781   | 4,700        | 1,829      | 19,322   | 8,111  | 9,085  | 66,820 | 3,031  | 5,487 | 141          |       |              |
| 2024 |        | 60,444   |              |            |          |        |        |        |        |       |              |       |              |

## 車名の由来
名前は英語の"kick"の変化形であり、これは口語としては「（ウイスキーなどの）刺激性、ぐっとくる酔い」「元気、活力」「興奮、おもしろみ」などを表す。また動詞としては「地面を蹴る」ようすを表し、転じて「靴」という意味がある。つまり「新しいこと、新しい道、新しい場所、もっともっと遠くへ蹴りだし進んでいく」という意味も込められており、スニーカーのような感じで気軽に乗れるクルマを意識している。

## その他
- キックスは2018年時点で米国運輸省道路交通安全局（英語版）（NHTSA）のテストを受けていなかったが、その後テストされ結果が公表されている[123]。
- この手の車には前輪駆動と四輪駆動を揃えることが一般的となっているが、デビュー当初のキックスは前輪駆動のみのラインナップとなっていた。前述したように2022年7月に日本仕様車のマイナーチェンジに伴い、四輪駆動を新たにラインナップした。